# Mario Ludovico Bergara
Mario Ludovico Bergara (ur. 1 grudnia 1937 w Montevideo – zm. 28 lutego 2001) – piłkarz urugwajski noszący przydomek Mariolo, napastnik (łącznik). Wzrost 172 cm, waga 73 kg.
Jako piłkarz klubu Racing Montevideo znalazł się w kadrze reprezentacji Urugwaju na ekwadorski turniej Copa América w 1959 roku, gdzie Urugwaj, prezentując się znakomicie, zdobył mistrzostwo Ameryki Południowej. Bergara zagrał we wszystkich czterech meczach – z Ekwadorem, Brazylią, Argentyną i Paragwajem. Zdobywając cztery bramki (po jednej z Ekwadorem i Brazylią oraz dwie z Argentyną) został wicekrólem strzelców.
Będąc piłkarzem klubu Club Nacional de Football wraz z reprezentacją Urugwaju wziął udział w finałach mistrzostw świata w 1962 roku. Urugwaj odpadł w fazie grupowej, a Bergara rozegrał tylko jeden mecz – z Jugosławią.
Wraz z Nacionalem dotarł do półfinału Copa Libertadores 1962 i do finału Copa Libertadores 1964.